# Melletes
Melletes es un género de peces de la familia Cottidae, del orden Scorpaeniformes. Este género marino fue descrito científicamente en 1880 por Tarleton Hoffman Bean.

## Especies
Especies reconocidas del género:
- Melletes papilio T. H. Bean, 1880